# Mazda Porter
Der Mazda Porter war ein Kleintransporter in der japanischen Kei-Car-Klasse, den Mazda 1968 als Nachfolger des Mazda B360 präsentierte. Während der Porter wie das Vorgängermodell als Pick-up oder Kombi und Kastenwagen angeboten wurde, gab es den Porter Cab nur als kleinen Pritschen-LKW. Mit dem Entfall des Porter 1976 bestand die Modellreihe nur noch aus dem Porter Cab. 1989 wurde der Mazda Scrum der Nachfolger.

## Mazda Porter 1968–1976
Entweder als Pick-up (KBDB33) oder Kombi/Kastenwagen (KBDBV) wurde der Porter (E360 in den Exportmärkten) von November 1968 bis April 1976 produziert. Er basierte auf dem Chassis des Vorgängers Mazda B360, hatte aber eine völlig neue Karosserie und Innenraum. Anfänglich hatte er den 358-cm³-Viertaktmotor mit 20 PS (15 kW) des B360. Ab April 1973 wurde der wassergekühlte 359-cm³-Zweitakt-Zweizylinder aus dem Mazda Chantez mit 35 PS (26 kW) verbaut, mit einigen kosmetische Änderungen zur Reihe KBAA/KBAAV. 1975 wurde der Porter erneut modifiziert, um neue größere Nummernschilder tragen zu können, da bislang Kei-Car-Autos kleinere Nummernschilder als normale Autos hatten. Der Motor sank in der Leistung auf 32 PS (24 kW), um neuen strengeren Abgasvorschriften zu entsprechen. Der Porter hatte eine Nutzlast von 300 kg beim Pick-up und bot als Kombi 5 Sitzplätze. 1976 wurde die Modellreihe ohne Nachfolger eingestellt.

## Porter Cab 1969–1989
Der Klein-LKW Porter Cab (KECA53) wurde im März 1969 eingeführt. Der Pritschenwagen basierte auf dem Porter, hatte jedoch mit 1835 mm einen kürzeren Radstand. Er hatte einen 359 cm³ wassergekühlten Zweitakt-Zweizylinder mit 23 PS (17 kW) bei 5500 Umdrehungen pro Minute. Dieser Motor (CC) war Mazdas erster Zwei-Takt-Motor. Die Höchstgeschwindigkeit betrug 90 km/h (56 mph). Erhältlich war der Porter Cab nur in den Karosseriefarben Gelb und Hellgrün. Bereits 1970 änderte man die Anordnung der Fenster in den Vordertüren von Schiebefenstern zu Hubfenstern und ein Kühlergrill zur Belüftung wurde auf der Front integriert. Wie der Porter erhielt der Porter Cab den Chantez-Motor im April 1973, jedoch mit 30 PS (22 kW) bei 6000 Umdrehungen pro Minute. Im Januar 1975 wurde der Porter Cab leicht modifiziert, um die neuen größeren Nummernschilder aufnehmen zu können. Der Porter Cab hatte mit seinen eigentümlichen Verkleidungen um die Scheinwerfer einen hohen Wiedererkennungs- und Sympathiewert und war deswegen in seiner Klasse sehr beliebt. Als Porter Cab E360 wurde er in den Exportmärkten vermarktet.

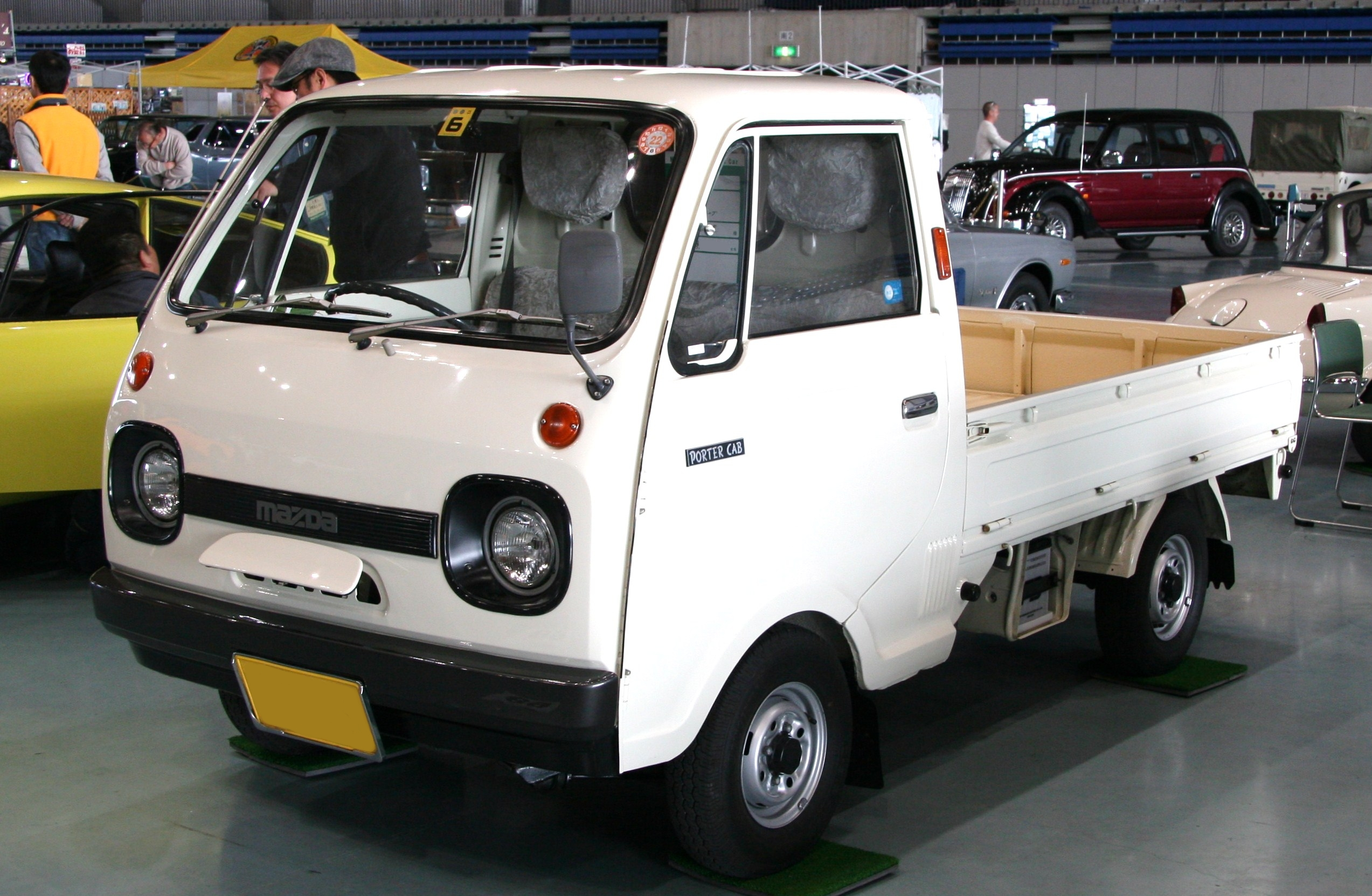
Porter Cab II

1977 war Markteinführung des überarbeitete New Porter Cab. Die Länge erhöhte sich um 200 mm, fast ausschließlich hinter der Hinterachse, die Breite um 100 mm, während der Radstand gleich blieb. Aufgrund der veränderten Abgasvorschriften in der Kei-Car-Klasse 1976 beschloss Mazda aufgrund der schrumpfenden Umsätze in dieser Kategorie, dass es keine lohnende Ausgabe sei, einen neuen entsprechend sauberen 550-cm³-Motor zu entwickeln. Stattdessen kaufte man von Mitsubishi den 2G23 Vulcan Motor und stattete von nun an den Porter Cab damit aus, während die Produktion des Porter und des Chantez eingestellt wurde.
Der Vulcan 2G23 546-cm³-Zweizylinder-Motor aus dem Mitsubishi Minicab leistete im Porter Cab 31 PS (23 kW) bei 5500 Umdrehungen pro Minute. Die Scheinwerferblenden wurden abgeschnitten und nun quadratisch gestaltet. Erhältlich war der Porter Cab II nur in Hellblau mit hellgrauen Stoßfängern und Scheinwerferblenden sowie schwarzem Interieur. 1983 erfolgte ein Facelift mit nun weißer Karosserie und dunkelgrauen Anbauteilen und braunem Interieur sowie den in den Abgasemissionen bei gleicher Leistung reduzierten Vulcan-II-Motor. Im Jahr 1985 gab es ein weiteres leichtes Facelift, mit nun schwarzen Zierleisten und einem schwarzen Band zwischen den Scheinwerfern, während die Innenausstattung nun in grau gehalten war. Statt eines Zahnriemen verfügte der Motor nun über eine Steuerkette. Neben anderen war nun eine Klimaanlage als Option erhältlich. Obwohl 1987 die Mitsubishi Minicab neue Dreizylinder-Motoren erhielten, gab es den Porter Cab weiterhin mit dem alten Zweizylinder, da das Ende der Serie bereits beschlossen war. So stoppte Mazda im Juni 1989 nach zwanzig Jahren kontinuierlicher Produktion mit nichts mehr als Facelifts die Produktion des Porter Cab. Ersetzt wurde das Modell durch den Autozam Scrum, der auf dem Suzuki Carry basiert, und bietet diesen mittels Badge-Engineering im Heimatmarkt als Mazda Scrum an.